# Nida Grunskienė
Nida Grunskienė (* 1969 in der Rajongemeinde Kupiškis) ist eine litauische Juristin und Staatsanwältin. Seit 2020 ist sie Generalstaatsanwältin Litauens, Leiterin der litauischen Generalstaatsanwaltschaft.

## Leben
Nach dem Abitur von 1976 bis 1987 an der Mittelschule in Subačius bei Kupiškis absolvierte Nida Grunskienė von 1988 bis 1995 das Diplomstudium an der Rechtsfakultät der Universität Vilnius als Diplom-Juristin. Von 1992 bis 1998  arbeitete sie als Ermittlerin und Staatsanwältin in der Staatsanwaltschaft Kupiškis und danach in Panevėžys. Von 2013 bis 2020 leitete Nida Grunskienė die Staatsanwaltschaft von Bezirk Panevėžys. Ihre Spezialisierung war die Strafsachen von Menschenhandel. Dezember 2020 wurde sie Generalstaatsanwältin Litauens (ernannt vom litauischen Präsidenten Gitanas Nausėda).
Nida Grunskienė ist verheiratet.